# 호랑이 연고

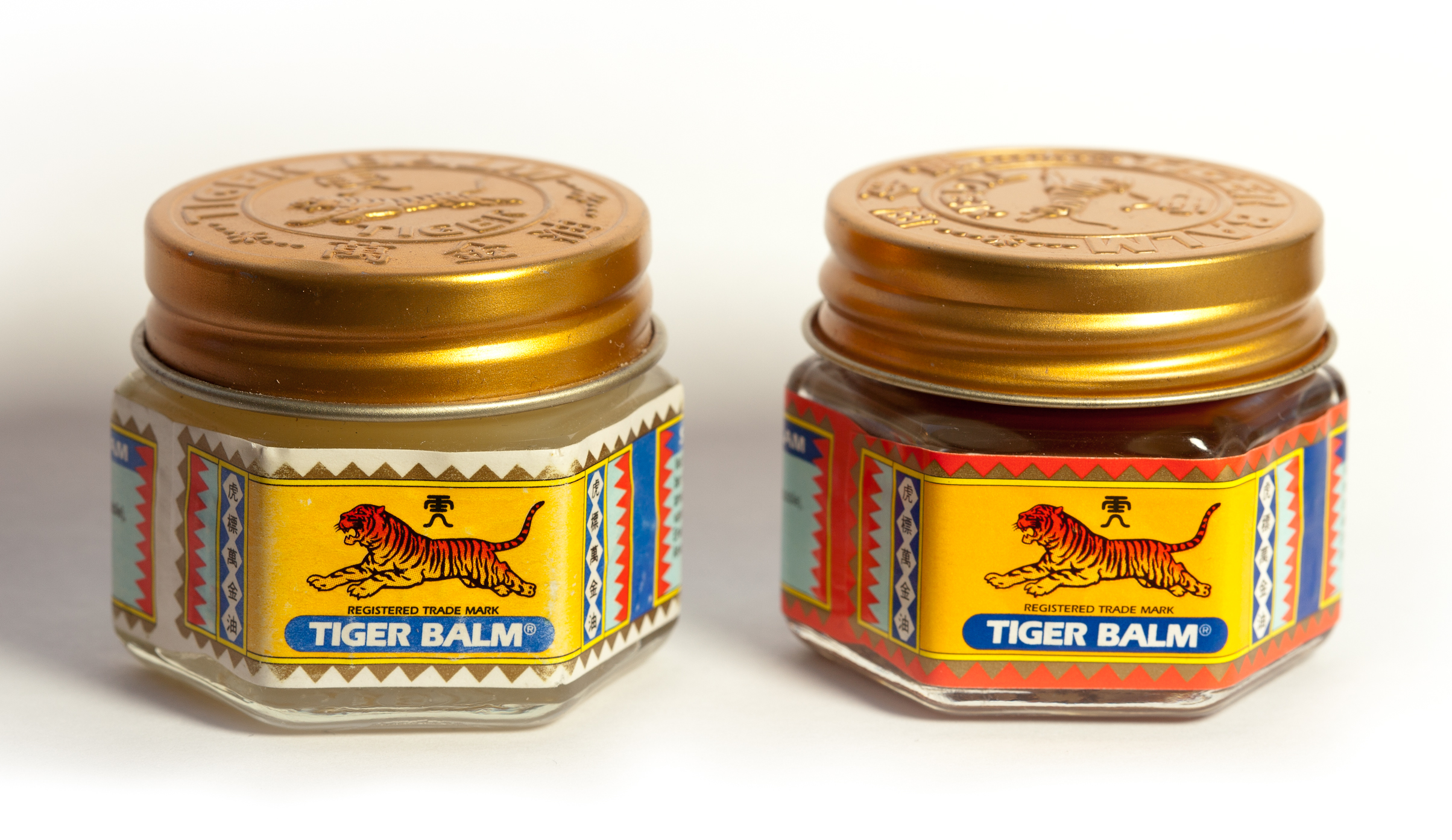
흰색과 붉은색 호랑이 연고

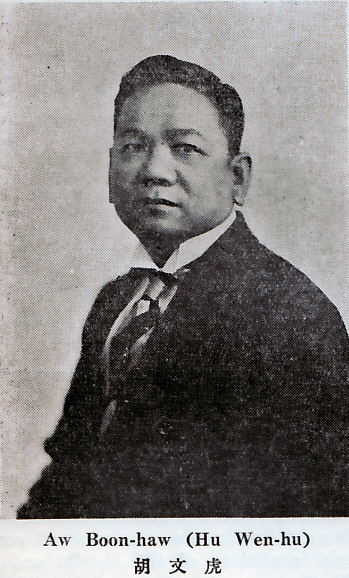
호랑이 연고의 대량생산에 성공한 호문호

호랑이 연고(중국어: 虎標萬金油, 병음: Hǔbiao Wànjīnyóu, 영어: Tiger Balm 타이거 밤[*])는 싱가포르 후바오 기업에서 만든 피부 소염제이다. 타이거 밤, 호랑이 기름이라고도 부른다. 정식상호가 TIGER BALM.
1870년대에 본초학자 후즈친(중국어: 胡子钦, 병음: Hú Zǐqīn)이 개발하여, 그의 아들 후원후와 후원바오 형제가 상업화했다.
후원후(en:Aw Boon Haw, 호문호, 胡文虎)의 이름이 호랑이이다. 그래서 호랑이표 만금유(虎標萬金油)라고 해서 호랑이연고라고 부른다.
그 옛날 약장수는 ‘백두산 호랑이뼈를 통째로 갈아 넣은’ 이 약을 이곳저곳 아픈 데다 바르기만 하면 낫는다는 만병통치약으로 소개하곤 했다.
오늘날 호랑이 연고는 6개국에서 생산되어 70여개국에 수출되고 있다.

## 후원후
19세기 말 중국 황제 직속 궁중 한의사 후쯔친(胡子欽)이 피부에 바르는 치료제로 쓰기 위해 약제들을 조합했다. 1870년대 동남아시아 시장을 찾아 중국을 떠난 후쯔친은 미얀마 랑군에서 영안당(永安堂)이라는 작은 약국을 냈는데, 이곳에서 자신이 만든 약제를 팔았다. 아들 후원후와 후원바오가 영안당을 물려받았으며, 후원후가 대량생산을 시작했다.
후원후는 1908년 가업을 물려받아 1910년 만금유를 본격 마케팅했다. 타이거밤(호랑이연고)으로 이름을 바꾼 만금유는 인구가 밀집한 중국ㆍ동남아를 집중 공략했다. 이 사업이 성공, 후원후는 "만금유대왕"으로 불렸으며, 화교 최대 부호가 되었다.
후원후는 호랑이 연고로 번 돈으로 1928년 싱가포르에 초ㆍ중등학교 10여개를 세웠다. 1935년에는 150만위안을 들여 중국 내 300여개의 초등학교를 세웠다. 또 비슷한 시기 약 1000만위안을 써 병원 100곳 이상을 신설하거나 수리했다.
후원후는 항일운동에도 1000여만위안을 내놓아 장제스를 지원했다. 이 기부액은 당시 중국 최대 규모였다.

## 만병통치약
원래 호랑이 연고는 파스처럼 진통, 소염의 기능을 하는 연고인데, 그밖에 다양한 만병통치약으로 사용되어 왔다.
- 모기 물린 곳에 바르기
- 모기 내쫓기 위해 바르기
- 관절염에 바르기
- 코가 막히면 바르기
- 두통이 생기면 바르기. 호랑이 연고는 두통약으로 매우 유명했다.
- 버스 기차 등의 멀미
- 땀냄새가 심할 때 바르기
- 목이 따가울 때 바르기
- 더위 먹었을 때 코에 바르면 정신을 차릴 수 있다.

## 같이 보기
- 멘소래담